# Ágnes Dénes
Ágnes Dénes, née en mai 1931 à Budapest, est une artiste visuelle hongroise. Elle appartient aux genres artistiques de l'art conceptuel et de l'écovention. Son travail se veut pionnier dans le domaine du Land art. Elle vit à New York.

## Biographie
Ágnes Dénes grandit à Budapest dans les années 1930. Enfant, elle songe à devenir poétesse. Après avoir survécu avec ses parents à l'occupation nazie de la Hongrie sous la Seconde Guerre mondiale, elle déménage en Suède. Quelques années plus tard, la famille s'installe aux États-Unis. Alors qu'elle estime s'être trop éloignée de sa langue maternelle à la suite de tous ces voyages, elle décide d'abandonner les mots pour se consacrer aux arts visuels. Elle s'installe à New York en 1954.
Elle détient des doctorats honorifiques de l'université d'arts libéraux Ripon College dans le Wisconsin et de l'université Bucknell en Pennsylvanie. Étudiante, elle est lauréate en 1993 de la bourse Studio for Creative Inquiry lui permettant de poursuivre ses recherches artistiques au sein de l'université Carnegie-Mellon et du Centre d'études visuelles avancées du Massachusetts Institute of Technology (MIT). Elle est dépositaire de quatre bourses de la National Endowment for the Arts et d'autant de subventions du New York State Council on the Arts.
Au cours de sa carrière de cinq décennies, Agnes Denes a abordé différents sujets, des mathématiques à la philosophie. Une multiplicité des médiums qui selon la collectionneuse d'œuvres d'art et agent Leslie Tonkonow, aurait constitué un obstacle potentiel à sa reconnaissance publique. L'artiste se consacre également à la sensibilisation à l'art dans des collèges et universités aux États-Unis ainsi qu'à l'étranger et participe à des conférences mondiales. Elle est l'auteure de six livres et se voit régulièrement citée dans de nombreuses autres publications de par son large éventail de sujets touchant à l'art et l'environnement.

## Carrière professionnelle
Ágnes Dénes se lance tout d'abord dans la peinture,  mais rapidement trouve en cette pratique, un espace de création trop limité. À la fin des années 1960, elle se sépare complètement de ses pinceaux pour se tourner vers une grande variété d'autres pratiques artistiques. En 1968, elle crée ce que certains pensent être le premier terrassement écologiquement conscient Rice / Tree / Burial.  Cette performance impliquait de planter des graines de riz dans un domaine de l'État de New York. L'artiste enchaîne les arbres environnants et enterre un temps une capsule remplie de copies de son Haiku. Ce travail est considéré comme la première réalisation Écologiste dans l'art public.
À la même période, elle s'engage dans un corps de travail plus précis et formellement orienté qu'elle nomme la philosophie visuelle. Ce mode de pensée réunit des dessins schématiques inspirés par son intérêt pour les mathématiques, la philosophie et la logique symbolique. Pour Agnés Denes, il s'agit de combattre le désintérêt pour les mathématiques sévères par le beau. Alors que le spectateur est pris par la beauté de l'œuvre, il oublie qu'il réfléchit inconsciemment au problème. En 1974, elle fait partie des quelques artistes femmes à avoir participé au NSCAD Lithography Workshop.
Parmi les partisans de ses travaux se distingue Agnès Gund, philanthrope et présidente émérite du Musée d'Art Moderne de New York qui a régulièrement recueilli ses dessins. Certains sont également présents dans les collections de la National Gallery of Art de Washington ou du Whitney Museum of American Art,.
Éloignée de la catégorisation facile, son travail résulte d'un fondement complexe des disciplines, qui englobe non seulement l'art et l'histoire de l'art, mais aussi les sciences humaines et les sciences. En 2008, elle obtient le Prix de l'ambassadeur pour la diplomatie culturelle et renforcement de l'amitié entre les États-Unis et la République de Hongrie grâce à l'excellence en art contemporain. Agnes Denes est lauréate de la bourse Guggenheim pour ses travaux plastiques en 2016.

## Principaux travaux

### Imprimés corporels, dessins philosophiques et art conceptuel
En 2012, la rétrospective Agnes Denes: Body Prints, Philosophical Drawings and Map Projections (1969-1978) s'installe au musée d'arts de Santa Monica et se concentre principalement sur les dessins schématiques et les projections cartographiques de l'artiste, dans lesquels elle ajuste les sciences de la Terre en réimaginant la planète sous des formes fantastiques comme une coquille d'escargot, une pyramide ou un hot dog. 
Une œuvre imprimée en 1970, montre ses propres seins et le pénis de son ex-mari couverts d'encre associée à la prise d'empreinte digitale. Les formes sont utilisées comme timbres pour suggérer des globes et des forêts, comme pour impliquer la manière dont l'intime peut évoquer l'universel. L'exposition regroupe également des exemples de dessins philosophiques, ainsi qu'un soulagement mural triangulaire conçu en 1987. L'œuvre la plus marquante réalisée en 1969 intègre des restes humains incinérés à des sculptures dont les pièces ont été sculptées, courbées, électrodéposées pour représenter le plaisir solitaire.

### Des œuvres pionnières du Land art
En fuyant les limites des studios, des galeries et des musées, les Land Artists des années 1960 et 70 ont transformé la surface terrestre en toile. Soudainement, l'art pourrait être de la saleté, de la pierre, du sable et du ciel. Il pourrait disparaître dans le vent ou modifier définitivement un paysage. Il n'avait pas besoin d'être acheté ou vendu.

#### Wheatfield - A Confrontation
En 2012, l'exposition Sculptures of the Mind : 1968 to Now prend place à la galerie Leslie Tonkonow et propose une documentation de l'installation Rice / Tree / Burial, que l'artiste réédite à plus grande échelle entre 1977 et 1979, ainsi que d'autres travaux de terrassement. Un groupe de photographies rarement vu témoigne de sa première pièce publique majeure, Wheatfield — A Confrontation, commandée par l'association Public Art Fund (en) en 1982.
Pour ce projet, elle plante et récolte deux acres de blé sur la décharge qu’abrite alors le quartier de Battery Park City. Située sous le World Trade Center et face à la Statue de la Liberté, le champ était une déclaration représentant selon l'artiste les idéaux des États-Unis et ceux de l'argent. Agnes Denes souhaite y dénoncer la mauvaise gestion, de l'utilisation de la terre et la faim dans le monde.
Agnes Denes a commencé par nettoyer la zone, puis a couvert les rues de la ville avec plus de 200 camions de terre végétale, avant de réaliser un système d'irrigation pour soutenir le cycle de croissance du blé sur une période de quatre mois. Au début de l'automne, l'artiste a récolté plus de mille livres de grain, puis a voyagé dans 28 villes du monde entier dans le cadre du projet The International Art Show for the End of World Hunger.

#### Tree Mountain
Le 5 juillet 1992, la Journée mondiale de l'environnement se déroule pendant le Sommet de la Terre à Rio de Janeiro. Le Gouvernement finlandais annonce que son ministère de l'Environnement en lien avec le Programme des Nations Unies pour l'environnement parrainera Tree Mountain en tant que contribution de la Finlande pour atténuer le stress environnemental mondial. En 1996, pour Tree Mountain - A Living Time Capsule - 11,000 Trees - 11,000 People - 400 Years, Agnes Denes créée en Finlande une montagne conique à partir d'un sol sur un puits de gravier. Grâce à la participation de 11 000 personnes, l'artiste complète son œuvre par la plantation de 11 000 arbres. 
Ce projet de réhabilitation écologique et environnementale dont l'évolution spécule au fil des années a été qualifié de « thermomètre de l'évolution de l'art » et se définit comme un héritage précieux pour les générations futures. Au fur et à mesure que les arbres grandissent et que la faune reprend, pendant que des décennies et des siècles passent, l'œuvre devient un exemple de la façon dont le passage du temps affecte une œuvre d'art.

#### The Living Pyramid
En 2017, Agnes Denes participe à la 14e édition de La Documenta, l’une des plus importantes manifestations d’art contemporain en Europe. Elle imagine l'œuvre The Living Pyramid. À chaque étage, cette pyramide incurvée, correspond une des étapes d'un sol planté a formé afin de constituer un monument organique qui croît avec le temps.

## Publications
- 1976 : Paradox and Essence (Philosophical Drawings), Agnes Denes, Rome, 60 p, Tau/ma Press
- 1976 : Sculptures of the Mind, Agnes Denes, Ohio, 50 p, University of Akron Press
- 1979 : Isometric Systems in Isotropic Space : Map Projections (from the Study of Distortions Series) (1973-1979), Agnes Denes, Rochester, 100 p, Visual Studies Workshop Press, New York State Council on the Arts
- 1989 : Book of Dust - The Beginning and the End of Time and Thereafter, Agnes Denes, Rochester, 200 p, Visual Studies Workshop Press
- 2000 : Agnes Denes - Poetry Walk - Reflections : Pools of Thought, Agnes Denes, préface de J. Hartz, Charlottesville, 48 p, University of Virginia Art Museum Press, 48 Pages
- 2008 : The Human Arguement, The Writings of Agnes Denes, Agnes Denes, Introduction by Klaus Ottmann, Putnam, Spring Publications

## Expositions
Parmi les installations les plus récentes
- 2017 : La Documenta, du 8 avril au 16 juillet à Athènes en Grèce et du 10 juin au 17 septembre à Cassel en Allemagne
- 2015 : In the Realm of Pyramids: The Visual Philosophy of Agnes Denes, Leslie Tonkonow Artworks + Projects, New York, 14 mars - 9 mai 2015
- 2014 :  Art of Its Own Making, Fondation Pulitzer, Saint-Louis, 13 février - 23 août
- 2014 : Beyond Earth Art - Contemporary Artists and the Environment, Herbert F. Johnson Museum of Art, université Cornell, Ithaca, 25 janvier - 8 mai
- 2013 : Agnes Denes: Sculptures of the Mind and the Body, Firstite, Essex, Royaume-Uni, 23 novembre 2013 - 9 mars 2014
- 2013 : A City Shaped, STUK Arts Centre, Louvain, Belgique, 13 - 24 février
- 2013 : Green Acres: Artists Farming Fields, Greenhouses and Abandoned Lots, American University Museum at the Katzen Center, Washington, 28 juin - 13 octobre
- 2012 : Agnes Denes : Body Prints, Philosophical Drawings, and Map  Projections 1969-1978, Santa Monica Museum of Art, Californie, 15 septembre – 22 décembre
- 2012 : Agnes Denes, Sculptures of the Mind : 1968 to Now, Leslie Tonkonow Gallery, New York, 1er novembre – 31 décembre
- 2012 : Conspiracies of Illusion: Projections of Time & Space, McMaster Museum of Art, Hamilton, Ontario, 28 août - 3 novembre
- 2011 : The Last Freedom-From Pioneers of Land-Art of the 1960s to the Cyberspace, musée Ludwig, Cologne, Allemagne, 12 septembre 2011 - 5 mars 2012
- 2011 : Systems, Actions and Process, Fondation PROA, Buenos Aires, Argentine, 23 juillet - 25 septembre
- 2010 : Landscape as an Idea : Projects and Projections (1960-1980), Koldo Mitxelena Kulturunea, Guipuscoa, Espagne, 10 juin - 25 septembre
- 2009 : Philosophy in the Land II, Leslie Tonkonow Gallery, New York, 29 octobre 2009 – 23 janvier 2010
- 2009 : Elle, musée national d'art moderne Georges-Pompidou, Paris, France, 27 mai 2009 - 21 septembre 2011
- 2008 : Agnes Denes: Art for the Third Millennium-Creating a New World View, Ludwig Museum of Contemporary Art, Hongrie, 26 septembre 2008 - 18 janvier 2009
- 1998 : Agnes Denes-Fragmentation, Gallerie Il Bulino, Rome, Italie

## Prix et reconnaissance
En 1972, elle est incluse dans Some Living American Women Artists, un collage féministe de Mary Beth Edelson.
Liste non exhaustive de prix :
- 2016 : Guggenheim Fine Arts Fellowship
- 2008 : Ambassador’s Award for Cultural Diplomacy, ambassade américaine de Hongrie
- 2007 : Anonymous Was a Woman Award
- 1999 : Jill Watson Award for Transdisciplinary Achievement in the Arts, Carnegie Mellon University, Pittsburgh
- 1998 : Rome Prize Fellow (FAAR), American Academy, Rome
- 1990 : Eugene McDermott Award, en reconnaissance de la contribution majeure aux arts, Massachusetts Institute of Technology, Council for the Arts, Cambridge
- 1989 : Bourse de la Fondation nationale pour les arts individuels
- 1987 : Subvention de recherche et de développement du Fonds commémoratif Thord-Gray, Fondation américano-scandinave
- 1985 : American Academy of Arts and Letters Purchase Award
- 1984 : Prix du New York State Council on the Arts pour la publication de l'ouvrage Book of Dust - The Beginning and the End of Time and Thereafter
- 1982 : Premier prix Ann et Donald McPhail, International Print Competition, Philadelphie
- 1978 : The DAAD Fellowship, Berlin, Allemagne